# Barbatia
Barbatia – rodzaj małży nitkoskrzelnych z rodziny arkowatych (Arcidae).

## Gatunki
Do tego rodzaju zaliczane są następujące, współcześnie żyjące gatunki:
- Barbatia cancellaria (Lamarck, 1819)
- Barbatia candida (Helbling, 1779)
- Barbatia domingensis (Lamarck, 1819)
- Barbatia novaezealandiae (E.A. Smith, 1915)[2]
- Barbatia reeveana (d’Orbigny, 1846)
- Barbatia tenera (C.B. Adams, 1845)